# Discosoma carlgreni
A Discosoma carlgreni a virágállatok (Anthozoa) osztályának Corallimorpharia rendjébe, ezen belül a Discosomidae családjába tartozó faj.

## Előfordulása
A Discosoma carlgreni előfordulási területe az Atlanti-óceán nyugati felének középső része; az a Karib-tenger és a Mexikói-öböl.

## Megjelenése
A telepe lapos és szétterülő, a közepén egy lukas résszel, mely petekibocsátáskor kiemelkedhet. A színezete a drapp és barna között változik.